# Zatchistka
Zatchistka (en russe : зачистка, littéralement : nettoyage) est un terme militaire russe non officiel pour désigner une « opération de nettoyage (pièce par pièce) d'un bâtiment ». Dans le contexte de combats, cette opération est effectuée par des patrouilles armées réalisant des fouilles de maison en maison. Le terme est principalement associé, mais non exclusivement, à la « phase d'insurrection » de la deuxième guerre de Tchétchénie après le rétablissement des « opérations de maintien de la paix » russes en Tchétchénie. Plusieurs opérations de zatchistka sont devenues notoires à la suite d'accusations de violations des droits humains, confirmées ou non par les forces russes, y compris le nettoyage ethnique et le pillage. Le terme zatchistka est alors devenu exclusivement associé à ces violations, en particulier en Tchétchénie,.

## Zachistkas notables

### En Tchétchénie

#### Alkhan-Kala
L'opération Alkhan-Kala est une zatchistka menée sur une semaine par les forces spéciales russes Spetsnaz à Alkhan-Kala, au sud-ouest de la capitale Grozny, du 22 au 28 juin 2001. L'opération s'est soldée par une victoire russe majeure, notamment par la mort d'Arbi Baraïev, un chef de guerre séparatiste tchétchène de haut rang, islamiste et figure du crime organisé.

#### Tsotsin-Yourt
L'opération Tsotsin-Yourt est une zatchistka menée sur quatre jours par les Spetsnaz russes à Tsotsin-Yourt, à partir du 30 décembre 2001. Officiellement, des affrontements armés ont éclaté entre les forces russes et les séparatistes tchétchènes dans l'important village de Tsotsin-Yourt, au sud-est de Grozny. L'issue de l'opération est contestée et les troupes russes ont été accusées de larges violations des droits humains,.

#### Borozdinovskaïa
L'opération Borozdinovskaïa est une zatchistka menée par des membres du bataillon spécial Vostok,,,, une unité ethnique tchétchène appartenant aux Spetsnaz, le 4 juin 2005 dans le village de la minorité ethnique Avar de Borozdinovskaïa, près de la frontière tchétchène avec le Daghestan. Au moins 12 habitants, dont 11 Avars, ont été tués ou ont « disparu ». Des représentants des autorités fédérales russes ont exprimé leur indignation face à l'incident et le commandant de l'unité responsable a été condamné.

### En Ukraine

#### Boutcha
Le massacre de Boutcha pourrait être une zatchistka du fait de la commission d'une série de crimes de guerre, incluant des meurtres de masse, des viols et de la torture,, commis par les troupes russes contre les civils ukrainiens dans la ville de Boutcha, au cours de l'invasion de l'Ukraine par la Russie, en mars 2022. Des photographies de cadavres dans les rues de Boutcha suscitent une vive réaction internationale et interrogent sur un caractère systématique (maison par maison) propre à la zatchistka[réf. nécessaire].

### Autres zatchistkas

#### Passage à tabac de masse à Blagovechtchensk
Le passage à tabac de masse de Blagovechtchensk désigne une opération de zatchistka menée durant quatre jours par l'unité OMON locale à Blagovechtchensk, en Bachkirie, du 10 au 14 décembre 2004. Environ 500 à 1 500 personnes, soit 2,5 % de la population de Blagovechtchensk, ont été arbitrairement détenues par la police spéciale OMON et soumises à des violences physiques. Les détentions massives, qui ont même concerné des adolescents et des personnes handicapées, ont été critiquées comme étant une punition collective pour Blagovechtchensk, qui était l'une des rares villes de Bachkirie à voter contre le troisième mandat de Mourtaza Rakhimov à la présidence de la Bachkirie.